# Armando Maita
Armando Rafael Maita Urbáez (sinh ngày 26 tháng 8 năm 1981) là một cầu thủ bóng đá người Venezuela thi đấu chuyên nghiệp cho Atlético Pantoja, ở vị trí Tiền đạo.

## Sự nghiệp câu lạc bộ
Sinh ra ở San Félix, Maita từng thi đấu bóng đá cho Mineros de Guayana, Carabobo, Aragua, Maracaibo, Monagas, Deportivo Táchira, Deportivo Anzoátegui, Atlético Huila và Deportivo Petare.

## Sự nghiệp quốc tế
Anh có 5 lần khoác áo cho Venezuela từ năm 2006 đến năm 2008.